# Renata Cantilena
Renata Cantilena (Salerno, 1954) è una numismatica e docente italiana.
Professore ordinario di Numismatica greca e romana presso l’Università degli Studi di Salerno, dove insegna anche Numismatica antica e Museologia presso la Scuola di Specializzazione inter-ateneo in beni archeologici.
Dal 2024 è direttore dell'Istituto italiano di numismatica.
Tra il 2020 al 2023 è stata presidente della Consulta Italiana di Numismatica, organo di rappresentanza dei docenti universitari della disciplina.
I suoi campi di studio riguardano aspetti della produzione e circolazione di moneta in città o comunità del Mezzogiorno d’Italia, in epoca greca e romana.
Tra gli altri interessi vi sono filoni di ricerca legati alla museologia e al collezionismo di monete antiche.
Direttore del Museo archeologico nazionale di Napoli (1982-1992) ha coordinato le attività espositive e di ricerca dell'Istituto e partecipato all'organizzazione scientifica di numerose mostre in Italia e all'estero, tra cui l’esposizione permanente delle raccolte monetali al Museo archeologico nazionale di Napoli (2001) e l’allestimento della sezione relativa all'Herculanense Museum nella Reggia di Portici (2008).

## Opere
- Renata Cantilena e Teresa Giove (a cura di), Museo Archeologico Nazionale di Napoli. La collezione numismatica. Per una storia monetaria del Mezzogiorno, Electa, 2001,  p. 134.
- Renata Cantilena, La moneta in Grecia e a Roma. Appunti di numismatica antica, Monduzzi, 2008,  p. 160.
- Renata Cantilena, Le collezioni del Museo archeologico di Napoli, De Luca, 1989,  p. 240, ISBN 8878132144.
- Renata Cantilena e Federico Carbone, Poseidonia-Paestum e la sua moneta, Pandemos, 2015,  p. 134.
- Renata Cantilena, Il gruzzolo di denari da Paestum. Un rinvenimento di età augustea, Istituto Italiano di Numismatica, 2000.
- Renata Cantilena, Pompei. Rinvenimenti monetali nella Regio VI, Istituto Italiano di Numismatica, 2008.
- Renata Cantilena, La moneta, collana Quaderni del Parco Archeologico di Velia. 1, Naus, 2002.